# إيرين هاميلتون
إيرين هاميلتون (بالإنجليزية: Erin Hamilton)‏ هي مغنية أمريكية، ولدت في 14 أغسطس 1968.

## وصلات خارجية
- إيرين هاميلتون على موقع IMDb (الإنجليزية)
- إيرين هاميلتون على موقع ميوزك برينز (الإنجليزية)
- إيرين هاميلتون على موقع ديسكوغز (الإنجليزية)
- إيرين هاميلتون على موقع قاعدة بيانات الفيلم (الإنجليزية)